# آن شرودر
آن شرودر (انگلیسی: Anne Schröder؛ زادهٔ ۱۱ سپتامبر ۱۹۹۴) بازیکن هاکی روی چمن اهل آلمان است.